# Skupina Coimbra
Skupina Coimbra je združenje 39 evropskih univerz s sedežem v Bruslju, ki je bilo ustanovljeno leta 1985. Ime je dobila po kraju Coimbra na Portugalskem in tamkajšnji Univerzi v Coimbri, ki je ena nastarejših visokošolskih ustanov v Evropi.

## Članice
Med članicami so nekatere najstarejše in najprestižnejše evropske univerze:
 Avstrija
- Univerza v Gradcu

 Belgija
- Katholieke Universiteit Leuven (flamska)
- Université catholique de Louvain (francoska)

 Češka
- Karlova univerza v Pragi

 Danska
- Univerza v Aarhusu

 Estonija
- Univerza v Tartuju

 Finska
- Univerza Åbo Akademi (švedska)
- Univerza v Turkuju (finska)

 Francija
- Univerza v Montpellierju (Montpellier je obravnavan kot 3 ustanove)
- Univerza v Poitiersu

 Nemčija
- Univerza v Göttingenu
- Univerza v Heidelbergu
- Univerza Friedricha Schillerja v Jeni
- Univerza Kolín nad Rýnom
- Univerza v Würzburgu

 Madžarska
- Univerza Eötvösa Loránda, Budimpešta

 Irska
- Narodna univerza Irske, Galway
- Univerza v Dublinu (Kolidž Trinity v Dublinu kot edina članica univerze)

 Italija
- Univerza v Bologni
- Univerza v Padovi
- Univerza v Pavii
- Univerza v Sieni

 Litva
- Univerza v Vilni

 Nizozemska
- Univerza v Groningenu
- Univerza v Leidnu

 Norveška
- Univerza v Bergnu

 Poljska
- Jagelonska univerza, Krakov

 Portugalska
- Univerza v Coimbri

 Rusija
- Državna univerza v Sankt Peterburgu

 Romunija
- Univerza Alexandruja Ioane Cuze, Iaşi

 Španija
- Univerza v Barceloni
- Univerza v Granadi
- Univerza v Salamanci

 Švedska
- Univerza v Uppsali

 Švica
- Univerza v Ženevi

 Turčija
- Univerza v Istanbulu

 Združeno kraljestvo
- Univerza v Bristolu
- Univerza v Durhamu
- Univerza v Edinburgu